# Citalang (Purwakarta)
Citalang is een bestuurslaag in het regentschap Purwakarta van de provincie West-Java, Indonesië. Citalang telt 7876 inwoners (volkstelling 2010).